# Мирное (Криничанский район)
Мирное (укр. Мирне) — село,
Дружбовский сельский совет,
Криничанский район,
Днепропетровская область,
Украина.
Код КОАТУУ — 1222082303. Население по переписи 2001 года составляло 227 человек.

## Географическое положение
Село Мирное находится в 3,5 км от левого берега реки Базавлук, на расстоянии в 0,5 км от села Дружба.
По селу протекает пересыхающий ручей с запрудой.
Рядом проходит автомобильная дорога М-04 (E 50).